# 케이티 (영화)
《케이티》(KT)는 1973년에 일어난 김대중 납치 사건을 소재로 한 대한민국과 일본의 합작 영화이다. 2002년에 개봉됐으며, 나카조노 에이스케의 《납치: 알려지지 않은 김대중 사건》 (拉致-知られざる金大中事件)이 원작이다.

## 캐스팅
- 김갑수 - 김차운 역
- 사토 코이치 - 도미타 마스오 역
- 최일화 - 김대중 역
- 하라다 요시오 - 가미카와 아키카즈 역
- 쓰쓰이 미치타카 - 김갑수 역
- 양은용 - 이정미 역
- 김병세 - 김준권 역
- 카가와 테루유키 - 시타케 하루오 역
- 오구치 히로시 - 쓰카타 쇼이치 역
- 에모토 아키라 - 우치야마 히로시 역
- 미츠이시 켄 - 유춘성 역
- 하쿠류 - 야나기사와 사부로 역
- 한대관 - 박수열 역
- 박성웅 - 한상석 역
- 나재균 - 박상하 역